# 足立盛二郎
足立 盛二郎（あだち せいじろう、1944年（昭和19年）7月8日 - ）は日本の郵政官僚、実業家。郵政事業庁長官（初代）、NTTドコモ代表取締役副社長、日本郵政取締役兼代表執行役副社長、ゆうちょ銀行代表執行役会長を歴任。公益財団法人日本棋院理事。東京大学法学部卒業。

## 略歴
- 1944年 - 鳥取県境港市出身 生家は酒類問屋｢足統｣。
- 上道小を卒業し境一中2年の時に上京。
- 1963年 - 東京都立日比谷高等学校卒業。
- 1968年 - 東京大学法学部卒業 郵政省入省。
- 1991年 - 大臣官房企画課長。
- 1992年 - 四国郵政局長。
- 1993年 - 大臣官房審議官。
- 1994年 - 貯金局次長。
- 1996年 - 近畿郵政局長。
- 1997年 - 大臣官房人事部長。
- 1998年 - 簡易保険局長。
- 2001年 - 郵政事業庁長官（ ～2002年。）
- 2002年 - 財団法人簡易保険加入者協会理事長。
- 2004年 - NTTドコモ代表取締役副社長。
- 2009年 - 日本郵政取締役兼代表執行役副社長[2]。
- 2012年 - ゆうちょ銀行取締役兼代表執行役会長・日本郵政取締役[3]。
- 2013年 - ゆうちょ銀行取締役兼代表執行役会長・日本郵政取締役退任。
- 2017年11月 - 瑞宝重光章を受章。